# Mirela Dedic
Mirela Dedic (født 15. december 1991 i Bruck an der Mur, Østrig) er en kvindelig østrigsk håndboldspiller, der spiller for Hypo Niederösterreich og Østrigs kvindehåndboldlandshold, som venstre fløj.

## Meritter
- Women Handball Austria:
  - Vinder: 2011, 2012, 2013, 2015, 2016, 2017, 2018
- ÖHB Cup:
  - Vinder: 2011, 2012, 2013, 2015, 2016, 2019
- EHF Cup Winners' Cup:
  - Vinder: 2013